# Margrethe Sørensen
Margrethe Sørensen (* 17. August 1946 in Sønderborg) ist eine dänische Beamtin und Soziologin.

## Leben
Margrethe Sørensen ist die Tochter des Direktors H. K. Sørensen († 1983) und seiner Frau Ingeborg Andersen († 1995). Am 24. Februar 1996 heiratete sie den Besatzungschef Jacob Poulsen (* 1936).
Sie besuchte das Gymnasium in Grenå, das sie 1965 abschloss. Von 1966 bis 1969 sammelte sie erste Arbeitserfahrung und von 1969 bis 1972 war sie Mitarbeiterin in der Abteilung für internationale Arbeitslager in der Menschenrechtsorganisation Mellemfolkeligt Samvirke. Von 1972 bis 1975 war sie Mitarbeiterin bei einer von der Universität Kopenhagen durchgeführten Lokalgemeinschaftsuntersuchung in Grönland. 1975 schloss sie ihr Soziologiestudium an der Universität ab. Von 1975 bis 1976 arbeitete sie für eine von der Universität durchgeführten Studie zu Drogenabhängigkeit. Von 1976 bis 1979 war sie Bevollmächtigte bei Grønlands Landsråd und Sekretärin im Wirtschaftsentwicklungsrat. Nach Einführung der Hjemmestyre war sie von 1979 bis 1982 Sekretariatsleiterin im Ministerium für Dörfer und Außendistrikte. Anschließend wurde sie Vizedirektorin im Ministerium für Dörfer, Außendistrikte, Arbeitsmarkt und Jugend. 1985 wurde sie zur kommissarischen Direktorin ernannt und 1987 übernahm sie das Amt fest. 1990 arbeitete sie im Direktorat für Erwerb, Verkehr und Versorgung, wo sie im Folgejahr Direktorin wurde. 1997 wurde sie Direktorin im Direktorat für Soziales, Arbeitsmarkt und Öffentliche Arbeiten. Von 1999 bis 2002 war sie Direktorin für Wohnungswesen und Infrastruktur und zuletzt Direktorin für Erwerb bis 2006.
Margrethe Sørensen schrieb mehrere sozialwissenschaftliche Artikel zu Grönland und hielt Vorträge. Am 24. Juni 2004 wurde sie mit dem Nersornaat in Silber ausgezeichnet.

## Werke
- 1975: Kangaamiut – bygd i Vestgrønland
- 1976: Kangaamiut – påtvungne udviklingsproblemer i en grønlandsk bygd
- 1976: Är lokalsamfundet dömt att gå under
- 1980: Ændringer i den grønlandske lokaliseringspolitik
- 1982: Bygdeplanlægningsartikel i Grønland
- 2006: Vedvarende energi i Vestnorden – minigrønbog